# 季占斌
季占斌（1932年11月—2022年12月24日），内蒙古赤峰人，蒙古族，中国人民解放军正军职离休干部、原青海省军区司令员。

## 生平
季占斌1947年7月入伍，1948年10月加入中国共产党。历任战士、班长、排长、军务助理员、学员队队长、教研室副主任、团参谋长、团长、副师长、坦克第12师师长、青海省军区副司令员等职。1988年获少将军衔。
2022年12月24日，季占斌因病于西安逝世，享年90岁。讣告刊登在2023年1月31日的《解放军报》。